# Gabriel Cânu
Gabriel Cânu (n. 18 ianuarie 1981, București, România) este un antrenor român de fotbal  și fost jucător care a evoluat pe postul de fundaș central.
În prezent este antrenor secund la FC Metaloglobus București.
Din 2020, Cânu este analist pe fotbal la Eurosport România pentru emisiunea Premier League Show, alături de Lucian Sânmărtean.

## Palmares
| Sezon | Club      | Titlu                  |
| ----- | --------- | ---------------------- |
| 2008  | FC Vaslui | Cupa UEFA Intertoto    |
| 2012  | FC Vaslui | Vicecampioana României |

## Legături externe
- Gabriel Cânu la romaniansoccer.ro